# Giacomo Costamagna
Giacomo Costamagna, noto in spagnolo come Santiago Costamagna (Caramagna Piemonte, 23 marzo 1846 – Bernal, 9 settembre 1921), è stato un presbitero, missionario e vescovo italiano.

## Biografia
Nacque a Caramagna Piemonte il 23 marzo 1846 come secondogenito di Luigi Costamagna e Beatrice Vaschetti; ebbe un fratello maggiore, Luigi. La famiglia, di origini piuttosto modeste, era molto devota, tanto che entrambi i figli furono chierichetti e cantori assidui nel coro della chiesa.
All'età di 12 anni, su iniziativa della madre, fu inviato a Torino presso l'oratorio di Valdocco di don Giovanni Bosco in seguito ad una visita di quest'ultimo a Caramagna. Nell'oratorio salesiano incontrò, tra gli altri, Giovanni Cagliero, Giovanni Battista Francesia, Domenico Savio, Michele Magone e Paolo Albera. Cagliero in particolare fu suo maestro di musica e ne apprezzò le abilità tanto da scrivere per lui la romanza dello Spazzacamino oltre che i quadri dei Re Magi.
Successivamente don Bosco lo assegnò come maestro di musica al Collegio San Filippo Neri di Lanzo Torinese e nonostante un'iniziale riluttanza di Costamagna, intenzionato a non abbandonarlo, quest'ultimo vi si recò nei primi mesi del 1867. Qui incontrò altri due chierici, Luigi Giuseppe Lasagna e Giuseppe Fagnano, e si dedicò alla composizione di diversi inni, mottetti e romanze. Sempre nel 1867 accompagnò don Bosco durante la sua terza ed ultima visita a Caramagna, divenendo testimone di alcuni suoi miracoli.
Nel marzo 1868 ottenne il suddiaconato e poi il 28 giugno il diaconato, venendo consacrato sacerdote il 18 settembre 1868. Cantò la sua prima messa nella natia Caramagna ed emise i voti perpetui nel 1869.
Nel 1875 su disposizione di don Bosco divenne direttore spirituale del locale oratorio delle Figlie di Maria Ausiliatrice a Mornese. Successivamente nel 1877 don Bosco lo propose, nonostante la sua contrarietà, come guida della terza spedizione missionaria salesiana in America meridionale. Dopo aver ricevuto la benedizione pontificia a Roma, la spedizione, composta da 17 missionari salesiani e alcune suore, partì da Genova il 14 novembre dello stesso anno sul Savoie, approdando a Rio de Janeiro il 6 dicembre, nell'ambito di un'epidemia di peste, giunsero poi a Buenos Aires. Nel marzo 1878 Costamagna celebrò il funerale di papa Pio IX (pontefice a cui i salesiani erano particolarmente legati) nella cappella italiana della chiesa di Mater Misericordiae, venendo raggiunto al termine della funzione dal telegramma recante la notizia della morte della madre, avvenuta il 24 marzo.
Nella capitale argentina l'attività salesiana si concentrò inizialmente nel quartiere Almagro, dove i salesiani realizzarono una scuola di arti e mestieri, intitolata al defunto Pio IX, nelle adiacenze della chiesa di San Carlo Borromeo; la chiesa era stata realizzata dalla comunità basca che tuttavia, avendo contratto numerosi debiti, era alla ricerca di una comunità religiosa che la prendesse in carico. Dietro incoraggiamento di don Bosco, nel 1879 partì alla volta della Patagonia accompagnano la spedizione del generale argentino Julio Argentino Roca nell'ambito della conquista del deserto, amministrando numerosi battesimi tra gli indigeni mapuche. Alla morte di don Francesco Bodrato nel 1880, fu nominato Superiore dell'America. Nel 1882 avviò l'edizione argentina del Bollettino Salesiano, affiancata dal 1884 da quella delle Letture Cattoliche.
Alla morte di don Bosco nel 1890 fu richiamato in Italia per guidare una nuova spedizione missionaria in Cile ed Ecuador, pur proseguendo il servizio di ispettore a Buenos Aires. Fu poi nominato vescovo nel 1895, venendo consacrato a Torino presso la basilica di Santa Maria Ausiliatrice il 23 maggio 1895 come vicario apostolico di Méndez y Gualaquiza in Ecuador e Vescovo titolare di Colonia di Armenia. Ebbe alcuni ostacoli a raggiungere il suo vicariato per delle controversie col governo ecuadoriano; dopo una breve visita nel 1902, accompagnato dall'esercito, poté stabilirsi definitivamente nel suo vicariato solo a partire dal 1912, anno in cui iniziò a dedicarsi allo studio della lingua jívaros, realizzando inoltre una traduzione del catechismo.
Tra il 1918 e il 1919, visto l'aggravarsi delle sue condizioni di salute, presentò le sue dimissioni alla Santa Sede e si ritirò nel seminario salesiano di Bernal, dove morì il 9 settembre 1921.